# Henry P. Haun
Henry Peter Haun (ur. 18 stycznia 1815 w hrabstwie Scott, zm. 6 czerwca 1860 w Marysville) – amerykański polityk, członek Partii Demokratycznej.

## Działalność polityczna
W okresie od 3 listopada 1859 do 4 marca 1860 był senatorem Stanów Zjednoczonych z Kalifornii (1. Klasa).